# Álvaro Dávila
Álvaro Ramiro Dávila Alanís (Parra, Coahuila. 5 de Fevereiro de 1947), é um cantor, ator, empresário e dirigente esportivo mexicano. Foi presidente do Cruz Azul, um dos mais populares clubes daquele país. 

## Inícios e Vida Pessoal
Filho mais novo de cinco irmãos, desde o início mostrou-se interessado pela música, conciliando esse amor com estudos de noções básicas. Porém, isso seria algo que iria aflorar anos mais tarde, mais exatamente em meados da década de 1970, quando seus primeiros sucessos passaram a ser conhecidos do grande público.
É graduado em administração de empresas, pelo ITESO (Universidade Jesuíta de Guadalajara).
É casado há mais de 40 anos com a jornalista Paty Chapoy, e ao longo desse matrimônio, nasceram dois filhos, Rodrigo e Pablo.

## Dirigente Esportivo
Assumiu a presidência do Cruz Azul no momento mais conturbado da história do clube. Uma grave acusação de corrupção contra seu antecessor, Guillermo Álvarez Cuevas (também conhecido como “Billy” Álvarez), culminando em sua renúncia e fuga, e uma vacância no cargo, que perdurou por quase cinco meses.
Seu histórico como dirigente esportivo à frente do extinto Monarcas Morelia (atualmente Atlético Morelia), serviu como fator principal para a sua escolha. Na presidência equipe monarquista, Álvaro participou da única conquista daquela instituição, o Invierno 2000. Também esteve em duas finais seguidas da Copa dos Campeões da CONCACAF, sendo o Monarcas derrotado pelo Pachuca (2002) e Touca (2003).
Ao assumir o Cruz Azul, após os 32 anos de “Era Billy”, prometeu algumas mudanças imediatas a um clube que ainda se recuperava de uma de suas mais traumáticas eliminações, uma goleada de 4x0 diante do Pumas, na semifinal de 2020. Algo que adiou por mais uma temporada a busca pelo fim do jejum, que só viria no ano seguinte, após um grande processo de reestruturação do clube.

### Renúncia
Álvaro Dávila renunciou a presidência do Cruz Azul, em 10 de fevereiro de 2022, alegando "motivos pessoais", sendo substituído pelo ex-treinador Jaime Ordiales, que outrora, fez parte da administração Billy  Álvarez.